# Кот-д’Ивуар на летних Олимпийских играх 1972
Кот-д’Ивуар принимал участие в Летних Олимпийских играх 1972 года в Мюнхене (ФРГ) в третий раз за свою историю, но не завоевал ни одной медали.

## Результаты соревнований

### Гребля на байдарках и каноэ
Мужчины
| Соревнование                   | Спортсмен                                | Первый раунд | Первый раунд | Дополнительные гонки | Дополнительные гонки | Полуфинал | Полуфинал | Финал     | Финал     |
| Соревнование                   | Спортсмен                                | Результат    | Место        | Результат            | Место                | Результат | Место     | Результат | Место     |
| ------------------------------ | ---------------------------------------- | ------------ | ------------ | -------------------- | -------------------- | --------- | --------- | --------- | --------- |
| Байдарки-одиночки, 1000 метров | Н'Гама                                   | 4:12,90      | 6            | 4:02,28              | 3                    | 4:02,40   | 6         | не прошёл | не прошёл |
| Байдарки-двойки, 1000 метров   | Бартелеми Коффи Богр, Поль Ньямья М'Буль | 4:04,00      | 7            | 3:54,03              | 4                    | не прошли | не прошли | не прошли | не прошли |
| Каноэ-двойки, 1000 метров      | Даниэль Седжи, Маттьё Коффи М'Бро        | 4:38,91      | 8            | 4:25,59              | 5                    | не прошли | не прошли | не прошли | не прошли |

### Лёгкая атлетика
Мужчины
| Соревнование           | Спортсмен                                            | Первый раунд/ квалификация | Первый раунд/ квалификация | Четвертьфинал | Четвертьфинал | Полуфинал | Полуфинал | Финал     | Финал     |
| Соревнование           | Спортсмен                                            | Результат                  | Место                      | Результат     | Место         | Результат | Место     | Результат | Место     |
| ---------------------- | ---------------------------------------------------- | -------------------------- | -------------------------- | ------------- | ------------- | --------- | --------- | --------- | --------- |
| 100 метров             | Куаку Коменан                                        | 10,50                      | 3                          | 10,60         | 3             | 10,57     | 6         | не прошёл | не прошёл |
| 100 метров             | Амаду Мейте                                          | 10,51                      | 2                          | 10,52         | 4             | не прошёл | не прошёл | не прошёл | не прошёл |
| 110 метров с барьерами | Симбара Маки                                         | 14,59                      | 7                          |               |               | не прошёл | не прошёл | не прошёл | не прошёл |
| Эстафета 4×100 метров  | Куаку Коменан, Амаду Мейте, Куами Н'Дри, Гауссу Коне | 39,81                      | 5                          |               |               | не прошли | не прошли | не прошли | не прошли |
| Метание копья          | Жак Ай Абеи                                          | 72,20                      | 19                         |               |               |           |           | не прошёл | не прошёл |